# 高山厚生病院
岐阜県厚生農業協同組合連合会高山厚生病院（ぎふけんこうせいのうぎょうきょうどうくみあいれんごうかいたかやまこうせいびょういん）は、岐阜県高山市に存在した医療機関。2023年（令和5年）10月31日を以て閉院された。

## 概要
JA岐阜厚生連（岐阜県厚生農業協同組合連合会）が運営する病院であり、全国厚生農業協同組合連合会の病院の一つであった。
旧国立療養所高山病院。結核療養所の流れを受け、長期療養型、リハビリテーションを重点とする病院であった。同じ高山市内には、同じJA岐阜厚生連の運営する久美愛厚生病院がある。  
高山厚生病院は介護療養病床56床を有したが、厚生労働省では2023年度（令和5年度）末での介護療養病床廃止を決めており、2018年（平成30年）4月新設の「介護医療院」への転換も検討されたがハードルが高いことから、2023年（令和5年）10月末での閉院が決まった。医療療養病床は久美愛厚生病院に引き継がれた。

## 沿革
- 1941年（昭和16年）- 岐阜県立結核療養所として開設[2]。
- 1943年（昭和18年）- 日本医療団に移管される。
- 1947年（昭和22年）
  - 4月 - 厚生省に移管され、国立岐阜療養所（後の国立療養所恵那病院。現市立恵那病院）分院高山荘となる[2]。
  - 7月 - 国立療養所日野荘（後の国立療養所岐阜病院、2005年に国立病院機構長良医療センター に統合）分院高山荘となる。
- 1951年（昭和26年）- 国立療養所高山荘となる。
- 1974年（昭和49年）- 国立療養所高山病院に改称する。
- 2001年（平成13年）- 厚生労働省に移管される。
- 2002年（平成14年）- 国立療養所高山病院がJA岐阜厚生連に経営移譲され、高山厚生病院と改称する[2]。
- 2023年（令和5年）10月31日 - 閉院[2][3]。

## 診察科
- 内科
- 精神外科
- リハビリテーション科

## 交通アクセス
- 高山濃飛バスセンター（JR高山本線 高山駅）5番のりばよりのらマイカー東線左回り、「高山厚生病院」バス停下車、徒歩ですぐ。
- 国道158号「郵便局前」（高山市天満町）交差点より岐阜県道462号岩井高山停車場線を東進、約6km。

## JA岐阜厚生連の病院
- 久美愛厚生病院
- 東濃厚生病院
- 中濃厚生病院
- 西濃厚生病院
- 岐北厚生病院
- 西美濃厚生病院
- 高山厚生病院